# Trio pour piano et cordes no 1 de Saint-Saëns
Pour les articles homonymes, voir Trio pour piano et cordes.
Le Trio pour piano, violon et violoncelle no 1 en fa majeur opus 18 est une composition de musique de chambre de Camille Saint-Saëns. Composé en 1864 et dédié à A. Lamarche, il est créé le 29 décembre 1867 par Bosewitz, Telesinski et Norblin.

## Structure
1. Allegro vivace (en fa majeur, à 
)
2. Andante (en la mineur, à )
3. Scherzo: Presto (en fa majeur, à 
)
4. Allegro (en fa majeur, à 
)

- Durée d'exécution : vingt sept minutes.